# Анна фон Гаусвольф
Анна Міхаела Ебба Електра фон Гаусвольф (нар. 6 вересня 1986) — шведська співачка, авторка пісень, музикантка, композиторка і органістка. Вона відома своєю музикою в готичному стилі, зазвичай у супроводі органа. Музика фон Гаусвольф отримала відзнаку від музичних критиків, хоча вона також викликала суперечки з боку католицької церкви.

## Раннє життя
Анна фон Гауссвольф народилася в Ґетеборзі у сім'ї авангардного звукового художника Карла Міхаеля фон Гаусвольфа. Навчалася на факультеті архітектури в Чалмерському технологічному університеті.

## Кар'єра

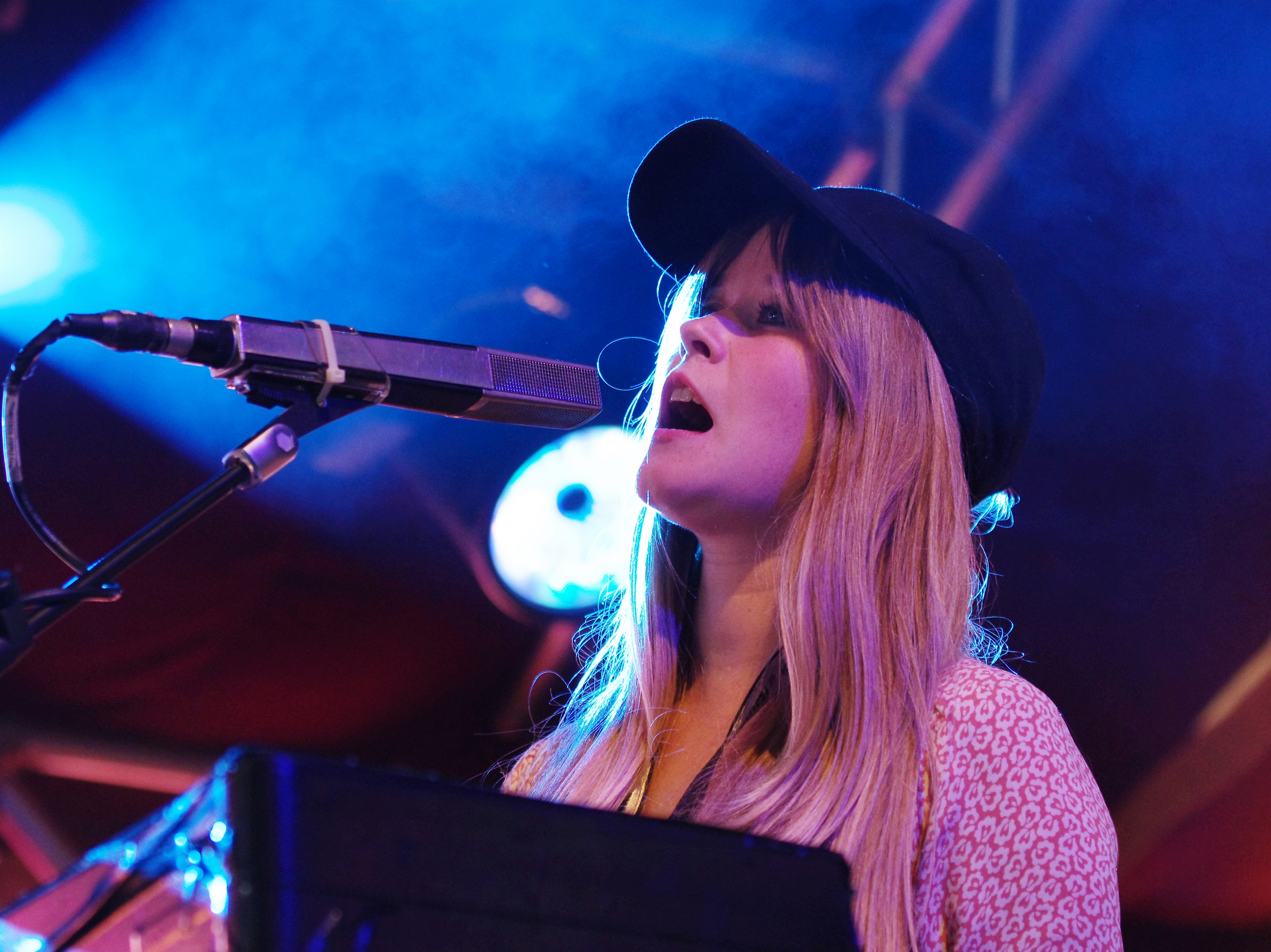
Анна фон Гаусвольф під час виступу на Haldern Pop 2013

5 лютого 2010 року фон Гаусвольф випустила свій дебютний сингл «Track of Time», а потім дебютний альбом «Singing from the Grave». Альбом був тепло прийнятий шведською пресою. Вона грала на фестивалі «Way Out West» у 2009 році У березні 2010 року вона тричі виступала на відкритті концерту виконавця Tindersticks і гастролювала по Бразилії з музичним проєктом Taken by Trees і Taxi Taxi! Потім у 2011 році вона тричі виступала на розігріві на концерті Лікке Лі, а також для М. Уорда в Королівському драматичному театрі в Стокгольмі. Вона грала на кількох великих фестивалях у Швеції, таких як «Peace and Love», «Storsjöyran», «Way Out West», «Arvika та Made Festival». Гаусвольф відома своїм виразним голосом і живими виступами, її іноді порівнюють з Діамандою Галас.
9 липня 2013 року було випущено альбом «Ceremony» в Північній Америці компанією Other Music Recording Co., а Анна фон Гаусвольф зіграла свій дебютний концерт у США 10 липня в Ґлессланс Ґелері у Брукліні. Альбом отримав потужну підтримку від Боба Бойлена з Національного громадського радіо, який сказав, що «голос фон Гаусвольф має силу здійматися з цими могутніми трубами і водночас міцно тримати ніжні, особисті емоції. Я сподіваюся щороку знаходити такий альбом, як „Ceremony“ — рідкісний, вдумливий, надихаючий запис для ночі на дивані чи вечора при свічках — і тепер у мене є один для 2013 року». Вона також була представлена у програмах Weekend Edition від Національного громадського раді, The World від Паблік Редіо Інтернешенал (PRI), Soundcheck від WNYC-FM та статтях «Нью-Йорк таймс», Pitchfork тощо. 
2 березня 2018 року Анна фон Гаусвольфф випустила свій четвертий альбом Dead Magic, над яким працював продюсер з Sunn O))) Рендалл Данн, на лейблі City Slang Records. Альбом містить пісні, записані на органі XX-го століття в Мармуровій церкві Копенгагена в стилі рококо. Анна фон Гаусвольф виразила сподівання, що цей альбом змусить слухачів сприйняти таємницю й двозначність у «надзвичайно матеріалістичному суспільстві, де все потрібно пояснювати».
All Thoughts Fly — це п'ятий альбом, записаний на органі Нової церкви Оґріте у Ґетеборзі. Орган є шведською копією органу Арпа Шнітґера в Німеччині. Це найбільший у світі орган, налаштований на середньотоновий стрій на 1/4 коми.
Анна фон Гаусвольф з'являється на записі Metta, Benevolence. BBC 6Music: Live on the Invitation of Mary Anne Hobbs (2021) від виконавця Sunn O))).
Анна співпрацювала з такими виконавцями як Wolves in the Throne Room, Swans, Sunn O))) та Яном Тірсеном.

## Артистизм

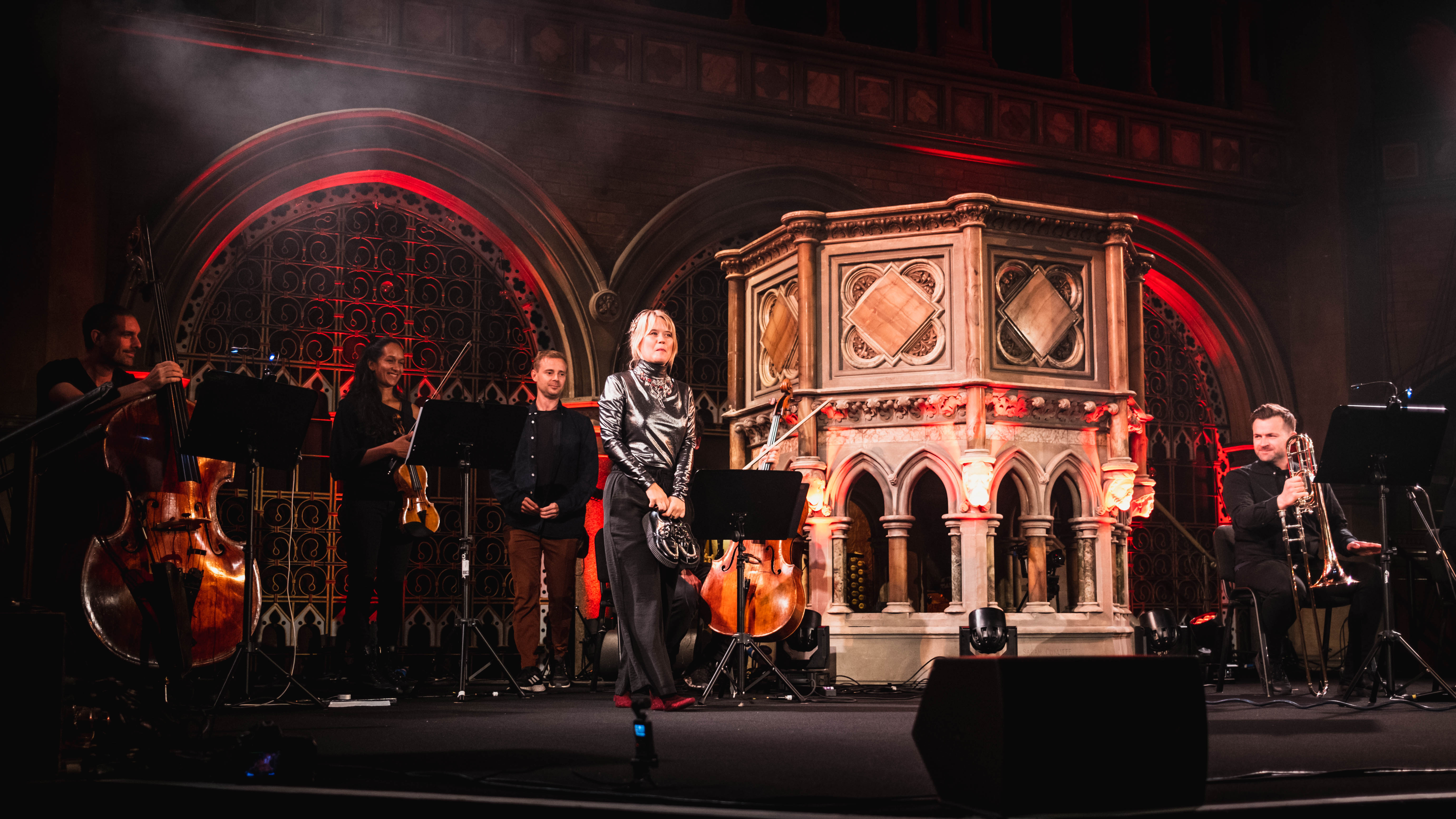
Анна фон Гаусвольф на «Organ Reframed» у каплиці Юніон, Іслінгтон у вересні 2022 р.

Готичну музику Анни фон Гаусвольф описують як «арт-поп, дрон і пост-метал» із «поєднанням темного та яскравого». Ґардіан описав її як «похоронний поп». Її реліз 2015 року, «The Miraculous», відомий своєю «готичною пишністю». Dead Magic демонструє «яскравіший, попсовіший ритм». Її вокал схожий на Ніко, Діаманду Галас, перуанське сопрано Іму Сумак, її також порівнюють з Кейт Буш і С'юзі С'ю часів альбому «A Kiss In The Dreamhouse». Її музика асоціюється з жанром Краут-рок з одами Einstürzende Neubauten і Swans.
У її творчості значну роль займає орган. В інтерв'ю виданню «Нешенал» (The National) про альбом вона розповіла про фізично вимогливу природу інструменту: «Ви граєте своїми руками та ногами, і у вас є всі ці кнопки перемикання регістрів, які ви натискаєте та тягнете, щоб відтворювати звуки флейти, або можливо звуки труби. Якщо грати швидко, це схоже на танок — вам потрібно рухати всім тілом, щоб все працювало».

## Скандали
7 грудня 2021 року фон Гаусвольф скасувала свій запланований концерт у базиліці Нотр-Дам де Бон-Порт у Нанті, Франція, після вимог бойкоту з боку фундаменталістських католицьких груп. Вважаючи її музику «сатанинською», протестувальники заблокували вхід до церкви. Серед пісень фон Гаусвольф на які скаржаться є композиція «Pills» 2009 року, у якій зустрічається рядок «Я займалася любов'ю з дияволом». Проте заплановані концерти мали бути інструментальними та виконуватися на органі без слів. Цей концерт, організований французьким центром сучасної культури «Le Lieu unique», було заплановано зі схвалення римо-католицької єпархії Нанта. 9 грудня 2021 року концерт, запланований у церкві Сент-Есташ в Парижі, також опинився під загрозою і був перенесений до протестантської церкви Unie de l'Etoile. Місце проведення концерту трималося в секреті до останнього моменту для всіх, за винятком власників квитків. У прес-релізі священник церкви Сент-Есташ пояснив, що шоу було скасовано з міркувань безпеки, а не через зміст роботи фон Гаусвольф. Організатори концертів Анни фон Гаусвольф та Спілки сучасних музикантів (Syndicat des musiques actuelles) поскаржилися на відсутність політичної підтримки для проведення концерту. Організатор і глядачі скасованого концерту в Нанті оголосили про намір подати скаргу на фундаменталістів за перешкоджання свободі слова. Фон Гаусвольф відкидає звинувачення в сатанізмі.
13 грудня 2021 року під час виступу в церкві Ордену Домініканців Сен-Домінік де Брюссель у Брюсселі також лунали погрози. Квитки були розпродані з аншлагом, а концерти все ж відбулися, але під охороною поліції. На акцію протесту вийшло близько 100 осіб, але вони були більш мирними, ніж протестувальники у Франції.
У 2022 році її музику виконували в каплиці Юніон у Лондоні на прем'єрі концерту «Organ Reframed». Лондонський сучасний оркестр грав її музику, а також таких виконавців як Іпек Горгун та Абул Моґар.

## Дискографія

### Альбоми

#### Студійні альбоми
- Singing from the Grave (2010)
- Ceremony (2013)
- The Miraculous (2015)
- Dead Magic (2018)
- All Thoughts Fly (2020)

#### Живі альбоми
- Live at Montreux Jazz Festival (2022)

### Міні-альбоми
- Track of Time (2010)
- Källan (Prototype) (2014)
- Källan (Betatype) (2016).